# Keita Bates-Diop
Keita Bates-Diop (Sacramento, 23 de janeiro de 1996) é um jogador norte-americano de basquete profissional que atualmente joga no Brooklyn Nets da National Basketball Association (NBA).
Ele jogou basquete universitário em Ohio State e foi selecionado pelo Minnesota Timberwolves como a 48º escolha geral no Draft da NBA de 2018.

## Início da vida e carreira no ensino médio
Filho de Richard e Wilma Bates, Keita nasceu em 23 de janeiro de 1996 em Sacramento, Califórnia. Seu pai, Richard, estudou com Cheikh Anta Diop, um cientista e antropólogo senegalês e por isso adicionou o Diop ao nome de seu filho.
Keita jogou pela University High School em Normal, Illinois. Em seu terceiro ano, ele teve médias de 18,4 pontos, 6,7 rebotes e 2,3 bloqueios. Ele foi considerado um dos 5 principais candidatos ao prêmio de Mr. Basketball de Illinois pelo Chicago Tribune. Bates-Diop foi classificado como 24º melhor jogador em sua classe pelo Rivals.com.

## Carreira universitária
Bates-Diop foi reserva em seu primeiro ano na OSU na temporada de 2014-15. Em seu segundo ano, ele expandiu seu papel na equipe e teve médias de 11,8 pontos e 6,4 rebotes. Em seu terceiro ano, ele sofreu uma fratura por estresse na perna esquerda, ficando de fora de todos os jogos, exceto os nove primeiros. Ele recebeu uma exceção médica e entrou em sua nova temporada como uma das principais opções para o novo técnico Chris Holtmann.
Bates-Diop ganhou seu primeiro Prêmio de Jogador da Semana da Conferência Big Ten em 11 de dezembro de 2017, depois de marcar 27 pontos, o recorde de sua carreira, em uma vitória por 97-62 sobre William & Mary. Em 9 de janeiro de 2018, ele foi reconhecido como o Jogador Nacional da Semana pela Associação de Escritores de Basquete dos Estados Unidos após fortes desempenhos contra Iowa e Michigan State. Bates-Diop recebeu seu segundo prêmio consecutivo de Jogador da Semana em 15 de janeiro após uma atuação de 26 pontos e oito rebotes em uma vitória por 91-69 sobre Maryland e 20 pontos e nove rebotes em uma vitória contra Rutgers.
Em 26 de fevereiro de 2018, Bates-Diop foi eleito o Jogador do Ano da Big Ten. Ele teve médias de 19,8 pontos e 8,7 rebotes. Após a derrota do Ohio State no Torneio da NCAA de 2018, Bates-Diop anunciou sua intenção de renunciar à sua última temporada de elegibilidade universitária e se declarou para o draft da NBA de 2018.

## Carreira profissional

### Minnesota Timberwolves (2018–2020)
Em 21 de junho de 2018, Bates-Diop foi selecionado pelo Minnesota Timberwolves como a 48ª escolha geral no draft da NBA de 2018. Em 7 de julho de 2018, ele assinou um contrato de 3 anos e US$3.9 milhões com os Timberwolves.

### Denver Nuggets (2020)
Em 5 de fevereiro de 2020, os Timberwolves trocaram Bates-Diop para o Denver Nuggets em uma negociação envolvendo quatro equipes. Ele foi designado para o Windy City Bulls em 1º de março. Ele foi dispensado pelos Nuggets em 22 de novembro de 2020.

### San Antonio Spurs (2020–2023)
Em 29 de novembro de 2020, o San Antonio Spurs anunciou que havia assinado um contrato bidirecional com Bates-Diop. Em 7 de setembro de 2021, ele assinou um contrato de 2 anos e US$3.6 milhões com os Spurs. Em 23 de dezembro de 2021, Bates-Diop marcou 30 pontos, recorde em sua carreira, além de sete rebotes e um roubo de bola em uma vitória por 138-110 sobre o Los Angeles Lakers.

### Phoenix Suns (2023–2024)
Em 4 de julho de 2023, Bates-Diop assinou um contrato de 2 anos e US$5 milhões com o Phoenix Suns.

### Brooklyn Nets (2024–Presente)
Em 8 de fevereiro de 2024, Bates-Diop foi negociado com o Brooklyn Nets em uma negociação envolvendo três equipes.

## Estatísticas da carreira

### NBA

#### Temporada regular
| Ano      | Equipe      | PJ  | PT | MPJ  | AP   | 3P   | LL    | RT  | AS  | BR | TO | PPJ |
| -------- | ----------- | --- | -- | ---- | ---- | ---- | ----- | --- | --- | -- | -- | --- |
| 2018–19  | Minnesota   | 30  | 3  | 16.8 | .423 | .250 | .643  | 2.8 | .6  | .6 | .5 | 5.0 |
| 2019–20  | Minnesota   | 37  | 0  | 17.5 | .422 | .330 | .708  | 3.0 | .8  | .5 | .5 | 6.8 |
| 2019–20  | Denver      | 7   | 0  | 14.0 | .464 | .333 | .800  | 2.4 | .0  | .3 | .6 | 5.4 |
| 2020–21  | San Antonio | 30  | 0  | 8.2  | .448 | .294 | .667  | 1.6 | .4  | .4 | .2 | 2.6 |
| 2021–22  | San Antonio | 59  | 14 | 16.2 | .517 | .309 | .754  | 3.9 | .7  | .5 | .2 | 5.7 |
| 2022–23  | San Antonio | 67  | 42 | 21.7 | .508 | .394 | .793  | 3.7 | 1.5 | .7 | .3 | 9.7 |
| 2023–24  | Phoenix     | 39  | 8  | 15.3 | .427 | .313 | .722  | 2.6 | .9  | .6 | .5 | 4.5 |
| 2023–24  | Brooklyn    | 14  | 0  | 4.8  | .500 | .200 | 1.000 | .6  | .3  | .2 | .1 | 1.6 |
| Carreira | Carreira    | 283 | 67 | 14.3 | .463 | .302 | .760  | 2.5 | .6  | .4 | .3 | 5.1 |

#### Playoffs
| Ano  | Equipe | PJ | PT | MPJ | AP   | 3P   | LL   | RT  | AS | BR | TO | PPJ |
| ---- | ------ | -- | -- | --- | ---- | ---- | ---- | --- | -- | -- | -- | --- |
| 2020 | Denver | 5  | 0  | 4.8 | .200 | .000 | .500 | 1.2 | .2 | .0 | .0 | .6  |

### Universitário
| Ano      | Equipe     | PJ  | PT | MPJ  | AP   | 3P   | LL   | RT  | AS  | BR | TO  | PPJ  |
| -------- | ---------- | --- | -- | ---- | ---- | ---- | ---- | --- | --- | -- | --- | ---- |
| 2014–15  | Ohio State | 33  | 0  | 9.9  | .473 | .462 | .679 | 2.1 | .5  | .3 | .6  | 3.8  |
| 2015–16  | Ohio State | 33  | 33 | 31.5 | .453 | .324 | .787 | 6.4 | 1.1 | .7 | 1.2 | 11.8 |
| 2016–17  | Ohio State | 9   | 3  | 23.3 | .500 | .200 | .714 | 5.2 | 1.3 | .2 | 1.3 | 9.7  |
| 2017–18  | Ohio State | 34  | 34 | 33.1 | .480 | .359 | .794 | 8.7 | 1.6 | .9 | 1.6 | 19.8 |
| Carreira | Carreira   | 109 | 70 | 24.4 | .476 | .336 | .743 | 5.6 | 1.1 | .5 | 1.1 | 11.2 |

Fonte: